# 喉音理論
喉音理論（こうおんりろん、英語laryngeal theory）は、インド・ヨーロッパ語族の歴史言語学で広く受け入れられている以下のような理論である。
- インド・ヨーロッパ祖語（以下、PIE; 英語Proto-Indo-European）には「喉音」という系列の音素が比較言語学の比較手法によって再建できる。
- 最も受け入れられている喉音理論の形では、この音素は口の奧のどこかの調音部位で発音された子音である。

この理論は以下を目的としている。
- 比較手法のみによって作られる再構と比べて、PIEの音韻論を非常に整然としたものにする。
- *e および *o とともに再構される音節で起こるPIEの母音交替をそれ以外の母音的音素とともに再構される音節に拡張する。

初期（1879年にフェルディナン・ド・ソシュールが言及）の段階からこの理論では*e および *o と喉音が結びついて母音的音素が形成されたことが母音交替の規則から予測されており、ヒッタイト語が解読されてインド・ヨーロッパ語族に属することがわかった後にはかなりの支持を受けた。
PIEに由来することが示された多くのヒッタイト語の単語には、ḫ と表記されるPIEの仮説上の音の一つに由来する音素が含まれていた。また、その後の研究でこれまでよりも多くの子孫言語での写映形がPIEの語根に由来していたかもしれないことが立証された。このような多くの説明と、推定されていた再構体系の単純さによって、喉音理論は広く受け入れられるに至った。
最も広く受け入れられた喉音理論の形では、三つの音素（*h₁, *h₂, *h₃）がPIEに再構される。他の子孫言語はPIEの単母音の合流とその後の消失によって、派生された音を継承した。
現在では、これらの音素が子音の振る舞いが母音の音価に影響する可能性がある喉頭付近の調音部位に関連した子音であることが認められている。これらは一般に喉音として知られるが、それぞれの子音の正確な調音部位に関してはまだ議論の余地がある。
喉音という名称はヘルマン・メラーとAlbert Cuny（英語版）が喉頭近くの緊張を伴う喉頭・喉頭蓋・声門が調音部位であると考えたことによる。これは今でも可能ではあるが、多くの言語学者は「喉音」もしくは喉音の一部が軟口蓋音もしくは口蓋垂音であったと見做している。
これらの音素の存在の証拠は殆どが間接的であるが、これから説明する様に、この理論では、この理論が考案されるまでの母音体系における *patər-「父」に見られる様な「独立の」曖昧母音（“independent” schwaの暫定訳）などを含む無意味なPIEの母音体系の多くの特質に対するすっきりとした解釈が可能である。なお、曖昧母音PIE *ə が、実際には母音ではなく、子音であったという仮説により、ブルークマンの法則（英語版）の様なインド語に見られる例外に対して美しい説明が可能になる。

## 喉音理論の諸形態
喉音理論にはさまざまなヴァリエーションがある。セメレーニ・オスヴァルドなどの研究者はたった一つだけ喉音を再構する。何人かの研究者は、Jaan Puhvel（英語版）による（『Evidence for Laryngeals』ed. Werner WInterへの貢献での）八つ・あるいはそれ以上の再構に従う。

### 一般的な喉音
殆どの研究者は一般的な三つの喉音を使用する。
- *h₁,「中性的な」喉音
- *h₂,「a音化する」喉音
- *h₃,「o音化する」喉音

### 付加的な喉音
- *h₄

一部の研究者は四番目の喉音（*h₄）の存在を提案している。これは *h₂ がアナトリア語派（ヒッタイト語）の ḫ に写映しないにも拘らず、アルバニア語派（アルバニア語）で他のすべての喉音と違ってもともと強勢の置かれていた母音の前の語頭でhとして写映するという点で *h₂ と区別される。
例）
PIE *h₄órǵʰiyeh₂ "睾丸"
> アルバニア語 herdhe "睾丸"（h-がある）
> ヒッタイト語 arki- "睾丸"（h-が無い）
PIE *h₂ŕ̥tkos "産む"
> アルバニア語 ari "産む"（h-がない）
> ヒッタイト語 hart(ag)ga- (=/hartka-/) "宗教的指導者(cultic official); 産む-人"（h-がある）
*h₂ か *h₄ かが分からない場合は、*haが使われる。
- *h₁ 二重語

他のこのような理論には、さらに一般的に受け入れられてはいないものではあるが、ヒッタイト語の一貫しない写映形から、*h₁は実は二つに別れているというWinfred P. Lehmann（英語版）の見解がある。（彼は一つは声門破裂音で、もう一方は声門摩擦音であったと推定している）

## 喉音の直接的証拠
喉音の直接的証拠の一部はアナトリア語派による。
PIE *a は顕著に稀な音であり、異常に多くの良質な語源においてそれは語頭に出現する。例として、伝統的なPIEでの *anti「～の前で，～に面して」はギリシャ語 antí「～に対して」/ラテン語 ante「～の前で」/サンスクリット語 ánti「近くに；～のいる前で」に変化すると考えられていた。しかしヒッタイト語にはḫants「前、顔」という名詞があり、ḫantezzi 「第一の」のような多くの派生語を持っており、PIEの語根的名詞（root nounだが、定訳を知らない）*h₂ent-「顔」（*h₂entiは処格単数）という再構が示唆される。（すべての再構形が語頭の *a を *h₂e に書き換える必要があるというわけではない）
同様に、「羊」の伝統的なPIEでの再構はサンスクリット語 ávi-, ラテン語 ovis, ギリシャ語 ὄϊς から *owi- (i-語幹ではなくy-語幹）であったが、ルウィ語 ḫawi-は *h₃ewis という再構を示唆する。

## 発音
喉音の発音を巡ってはいまだかなりの議論があり、喉音の正確な調音部位を指して様々な主張がなされてきた。第一に隣接する音素へのこれらの音の影響はよく記録されている。ヒッタイト語やウラル語からの証拠はこれらの音が喉音もしくは声道のずいぶん奥側で発音された音によるものであると結論付けるのに十分である。同じ証拠はこれらが摩擦音（接近音・閉鎖音と対立している音）であったという仮定と矛盾せず、この仮説は子音連結内の喉音の振る舞いによって強く支持されている。

### *h₁
Beekes (1995)は *h₁ は声門破裂音 [ʔ] であったと提案した。これに対して、Winfred P. Lehmannは代わりにヒッタイト語の一貫しない写映形に基づいて、*h₁ には二つの音（声門破裂音[ʔ] と無声声門摩擦音[h]）があったという理論を提唱した。
Jens Elmegård Rasmussen (1983)は *h₁ の子音的実現形が無声声門摩擦音 [h] と成節子音的異音 [ə]（非円唇中舌中段母音）であったと提案した。これは [ə]と [e] （ギリシャ語で合流した）の近さ、半母音と子音の間に出現するときギリシャ語とトカラ語で *h₂ と *h₃ と違って補助母音が形成できないこと、類型論的には帯気子音の存在することで PIE に [h] が存在する可能性があることによって支持される。
2004年に、Alwin Kloekhorstはヒエログリフ・ルウィ語（英語版）の「19番目（𔐓、一般に á と転写する）」を表す記号が /ʔa/（「450番目」の記号 𔗷 a, /a/ と区別される）を表しており、*h₁ の写映形を表したものであると提案した。これは少なくとも */h₁/ の一部が [ʔ] であったことを支持する。その後、Kloekhorst (2006) はヒッタイト語が PIE *h₁ をe-eš-zi「彼は～である」< PIE *h₁és-ti など、別の語頭母音の記号（いわゆるplene spelling）が使われている単語は声門破裂音を表しており、これはPIE *h₁ を保存していると主張した。この仮説は厳しい批判を受けた（例：Rieken (2010), Melchert (2010), Weeden (2011)）。しかし、Simon(2010)はKloekhorstの学位論文を楔形文字ルウィ語に見られるplene spellingが似た方法で分析できることを提案する形で支持している。さらに、Simonの2013年の論文はヒエログリフ・ルウィ語の証拠を修正した上で、「Kloekhorstの主張の幾つかの部分は維持することができないといっても、Kloekhorstの理論は正しいと確認できる(although some details of Kloekhorst’s arguments could not be maintained, his theory can be confirmed.)」と結論付けている。
この喉音が伝統的な三つの舌背破裂音（「口蓋化」、軟口蓋、円唇軟口蓋）に直接的に対応する系列の舌背摩擦音であるという時折の発展的な考えにもとづけば、硬口蓋摩擦音 [ç] の可能性はより大きくなる。

### *h₂
現代の諸言語、特にセム語でこの様な音声学的な条件付けが知られていることから、*h₂ (「a音化する」喉音）は [ħ] や [ʕ] の様な咽頭摩擦音であった可能性は無くはない。咽頭音（ムハンマドのハに見られるアラビア文字ح (ħ)の様な）はしばしばa音化をセム語で惹き起こしている。しかしながら、口蓋垂摩擦音もa音化を惹き起こすかもしれない。それゆえ、[χ] もまた注目すべき候補である。Weiss(2016)はこれが印欧語には適切であり非アナトリア語は口蓋垂音が咽頭音 [ħ] に変化する改新を共有していると提案している。またRasmussen(1983)は *h₂ の子音的実現は無声軟口蓋摩擦音 [x] で成節的異音に [ɐ] があったと提案している。

### *h₃
同様に、o音化する効果から *h₃ は円唇化した子音であったと一般に推定されている。*peh₃「飲む」の完了形 *pi-bh₃- から、*h₃ は有声音であったとしばしば考えられる。Rasmussenは *h₃ の子音的実現に有声円唇軟口蓋摩擦音 [ɣʷ] と成節的異音 [ɵ] を選んでいる。Kümmelは代わりに [ʁ] を提案している。

## 子孫言語における傍証
PIEの喉音の存在に関する仮説は後の発展に関する単純な規則を通じて最も効率的に説明することが可能な子孫言語の同根語に支持される。

### 喉音の直截的な写映形
明確な例証はアナトリア語派に限られる。ヒッタイト語のḫ (hh)、ルウィ語の h、リュキア語の x がある単語はPIEの *h₂ を持つ語根の写映形である。
| PIE語根    | 意味                  | アナトリア語派における写映形                        | 同根語                                                                                    |
| ---------- | --------------------- | --------------------------------------------------- | ----------------------------------------------------------------------------------------- |
| *peh₂-(s)- | '防御する(protect)'   | ヒッタイト語 paḫḫs-                                 | サンスクリット語 pā́ti, ラテン語 pascere (pastus), ギリシャ語 patéomai                     |
| *dʰewh₂-   | '息/煙(breath/smoke)' | ヒッタイト語tuḫḫāi-                                 | サンスクリット語dhūmá-, ラテン語 fūmus, ギリシャ語 thūmos                                 |
| *h₂ent-    | '前(front)'           | ヒッタイト語 ḫant-                                  | サンスクリット語ánti, ラテン語 ante, ギリシャ語antí                                       |
| *h₂erǵ-    | '白/銀(white/silver)' | ヒッタイト語ḫarki-                                  | サンスクリット語árjuna, ラテン語 argentum, ギリシャ語 árguron, トカラ語A ārki             |
| *h₂owi-    | '羊(sheep)'           | ルウィ語 hawi- リュキア語 xawa-                     | サンスクリット語 ávi-, ラテン語 ovis, ギリシャ語 ó(w)is                                   |
| *péh₂wr̥    | '火(fire)'            | ヒッタイト語paḫḫur, ルウィ語 pāḫur                  | 英語fire, トカラ語B puwar, ギリシャ語 pûr                                                 |
| *h₂wéh₁n̥t- | '風(wind)'            | ヒッタイト語 ḫūwant-                                | 英語wind, トカラ語A want, ラテン語 ventus, ギリシャ語 aént-, サンスクリット語 vāt-        |
| *h₂stér-   | '星(star)'            | ヒッタイト語ḫasterz                                 | 英語 star, サンスクリット stā́, ラテン語 stella, ギリシャ語 astḗr                          |
| *h₂ŕ̥tḱo-   | '熊(bear)'            | ヒッタイト語 ḫartaggaš                              | サンスクリット ṛ́kṣa, ラテン語 ursus, ギリシャ語 árktos'                                   |
| *h₂ewh₂os  | '祖父(grandfather)'   | ヒッタイト語ḫuḫḫa-, ルウィ語ḫuḫa-, リュキア語 χuge- | ゴート語 awo, ラテン語 avus, アルメニア語 haw                                             |
| *h₁ésh₂r̥   | '血液(blood)'         | ヒッタイト語 ēšḫar, ルウィ語 āšḫar                  | ギリシャ語 éar, ラテン語 sanguīs, アルメニア語 aryun, ラトヴィア語 asinis, トカラ語A ysār |

一部のヒッタイト学者は *h₃ が、共鳴音の直後と語頭のみであるが、ḫ としてヒッタイト語に保存されていると提案している。Kortlandtは h₃ が *o を除く全ての母音の前で保存されていると考えている。おなじように、Kloekhorstはこれらが共鳴音の前で同様に失われたと考えている。
| PIE語根  | 意味                             | アナトリア語の写映形  | 同根語                                               |
| -------- | -------------------------------- | --------------------- | ---------------------------------------------------- |
| *welh₃-  | '叩く(to hit)'                   | ヒッタイト語walḫ-     | ラテン語vellō, ギリシャ語ealōn                       |
| *h₃esth₁ | '骨(bone)'                       | ヒッタイト語 ḫaštāi   | ラテン語 os, ギリシャ語 ostéon, サンスクリット ásthi |
| *h₃erbʰ- | '状態を変える(to change status)' | ヒッタイト語ḫarp-     | ラテン語 orbus, ギリシャ語 orphanós'                 |
| *h₃eron- | 'ワシ(eagle)'                    | ヒッタイト語 ḫara(n)- | ゴート語 ara, ギリシャ語 ὄρνῑς                       |
| *h₃pus-  | '性交する(to have sex)'          | ヒッタイト語 ḫapuš-   | ギリシャ語 opuíō                                     |

#### ゲルマン語派
（詳細は「Cowgillの法則#ゲルマン語派（英語版）」を参照）
ゲルマン祖語（Proto-Germanic; PGmc）の *kw はPIE *h₃w（あるいは *h₂w も）の写映形であるというCowgillの法則によって説明されている。この提案は危ぶまれていたが、Don Ringeの研究によって支持された。
| PIE                             | 完全なHの消失                                    | *H > *k                 | 写映形                       |
| ------------------------------- | ------------------------------------------------ | ----------------------- | ---------------------------- |
| *n̥h₃we 'わたしたち二人(us two)' | サンスクリット語 āvā́m ギリシャ語 *nōwe > νώ (nó̜) | PGmc *unk(iz) (< *unkw) | ゴート語 ugkis 古英語 unc    |
| *gʷih₃wós '生きて(alive)'       | サンスクリット語 jīvás ラテン語 vīvus            | PGmc *kʷikʷaz           | 古ノルド語 kvíkr 古英語 cwic |

#### アルバニア語派
アルバニア語は、語頭の h が喉音として保存されているいくつかの証拠を提案する少数の見解がある。
| PIE語根   | 意味 | アルバニア語 | 他の言語の同根語  |
| --------- | ---- | ------------ | ----------------- |
| *h₂erǵʰi- | 睾丸 | herdhe       | ギリシャ語 orkhis |

#### 西イラン語群
Martin Kümmelは現代の西イラン語群（英語版）の、一般に語頭音添加（英語版）と見做されているいくつかの語頭の [x] とが *h₂ が、碑文の古ペルシア語では失われたが、現代ペルシア語以外の方言の祖先である「周辺的な方言(“marginal dialects”)」で保存された直截の生き残りであると主張している。
| PIE語根             | 意味                 | 現代ペルシア語     |
| ------------------- | -------------------- | ------------------ |
| *h₂ŕ̥tḱo-            | '熊(bear)'           | xers               |
| *h₂oHmo-            | '生の(raw)'          | xâm                |
| *h₂eh₁s-            | '灰(ashes)'          | xâk 'ごみ、土'     |
| *h₂eydʰ-smo-        | '火をつける(ignite)' | hêzom '薪'         |
| *h₁eyh₂s-mo- (ママ) | '情熱(passion)'      | xešm '怒り(anger)' |

※Kümmelの *h₁ は h, *h₂ は χ。

### 提案された非直接的な写映形
他の全ての子孫言語においては、同根語の比較をもってもPIEの母音と喉音の結合に由来する仮説上の中間的な（intermediary）段階の音が支持されるのみである。
| PIE | 中間段階 | 写映形    |
| --- | -------- | --------- |
| eh₂ | ā        | ā, a, ahh |
| uh₂ | u        | ū, uhh    |
| h₂e | a        | a, ā      |
| h₂o | o        | o, a      |

この表における提案は子孫言語で文証されている形のみを説明するためのものである。広範囲の研究によって仮説的な中間段階の音の小さな集合の写映形として識別されるかもしれない、上の表に含まれているものを含む数多くの同根語が発見されている。同根語の個別の集合は他の諸仮説によって説明可能であるが、厖大な資料と喉音による説明の美しさから、原則としてひろく喉音理論は受け入れられている。

## 内容
三種類を数字をつけて表す慣習になっている。
- h1
- h2
- h3

1. ギリシア語ではh1 > e、h2 > a、h3 > oと変化し、
2. インド・イラン語派ではh1、h2、h3 > iと変化し、
3. それ以外の語派では語頭以外でh1、h2、h3 > aと変化した。

これにより以下のような例につじつまがあう。
- PIE: *ish1rós; 古代ギリシア語: ἱερός < *iherós、サンスクリット: इषिर (iṣirá) (聖なる)
- PIE: *ph2tḗr; 古代ギリシア語: πατήρ、サンスクリット: पितृ (pitṛ́)、ラテン語: pater (父)
- PIE: *deh3tós; 古代ギリシア語: ἐδόθην、ラテン語: datus (与えられた)

また*h2e- > *a-（ヒッタイト語ではhを保つ）、*h3e- > *o- （ヒッタイト語ではある位置ではhを保つ）となることから、何らかの母音を変えるような性質があったとされる。
- PIE: *h2énti; ヒッタイト語:hanti、古代ギリシア語: ἀντί、ラテン語: ante (前に)
- PIE: *h3éwis; ルウィ語:𒄩𒀀𒌑𒄿𒅖 (ḫāwīs)、ラテン語: ovis (羊)

## 女性形の -ā
印欧祖語の古期には女性形の語尾は*-āでなく*-eh2であったという説がある。h2の影響でeがaに変わり代償延長がおきて*-āとなったというものである。

## 母音交替
喉音を仮定することによって語根に起きる母音交替の記述を簡略化することができる。
- ê/ô/ə < eh1/oh1/h1;
- â/ô/ə < eh2/oh2/h2;
- ô/ô/ə < eh3/oh3/h3